# Jorapimo
José Ramão Pinto de Moraes, conhecido como Jorapimo (Corumbá, 24 de novembro de 1937 - 22 de novembro de 2009) foi um importante artista plástico do Mato Grosso do Sul. Expressionista, buscava inspiração em ícones do Pantanal.
Participou de diversas exposições coletivas e individuais e possui obras no acervo do Museu de Arte Contemporânea de Campo Grande (MARCO) no Mato Grosso do Sul.
Possui obras catalogadas pelo Instituto do Patrimônio Histórico e Artístico Nacional (Iphan) e pela “Enciclopédia Itaú Cultural Artes Visuais".
Foi um dos artistas premiados juntamente com Reginaldo Araújo e Dalva Barros na primeira exposição de artes do Mato Grosso do Sul que foi organizada por Aline Figueiredo.